# 舒新文
舒新文（1982年8月—），男，汉族，安徽怀宁人，九三学社社员，芜湖市政协委员，安徽师范大学教授。

## 生平
舒新文本科毕业于安徽师范大学物理专业。2004年考取中国科学技术大学天文与应用物理系研究生，2010年获博士学位，后留校工作。2013年至2015年，在法国原子能中心做博士后研究。2016年调至安徽师范大学，任物理与电子信息学院教授、博士生导师。

## 学术贡献
主要从事黑洞及引力物理，高红移星系，X-射线、光学和太赫兹望远镜光谱和成像等研究工作。在Nature, The Astrophysical Journal, Astrophysical Journal Letters等期刊发表论文100余篇。主持国家自然科学基金、国家优秀青年基金、国家自然科学基金重大项目课题等多项。曾于2003年发现迄今为止人类已知第二例双黑洞潮汐撕裂恒星罕见天文现象，该成果发表于《自然-通讯》，受到数百家媒体关注和报道。

## 奖励与荣誉
- 2011年，获中国科学院优秀博士学位论文
- 2012年，获全国百篇优秀博士论文提名奖[5]
- 2013年，获安徽省自然科学优秀学术论文一等奖
- 2017年，获安徽省首批“青年皖江学者”
- 2021年，获“安徽青年五四奖章集体”[6]
- 2022年，获评安徽省五好家庭[7]
- 2022年，获“安徽省先进工作者”[8]
- 2023年，获评全国“最美家庭”[9]
- 2023年，获“安徽省教书育人楷模”[10]